# Ronny García
Ronny García (* 26. dubna 1989 Barranquilla) je umělecký fotograf z Barranquilly v Kolumbii, který od roku 2009 působí v Santiagu de Chile.

## Životopis
Hlavní formou šíření jeho díla na začátku byla sociální síť Flickr a platforma pro fotografy EyeEm. Byl finalistou EyeEm Awards 2015 v kategorii portrét, vystavoval v New Yorku a Berlíně.
V roce 2016 jej vybrala španělská dokumentární fotografka Cristina de Middel k realizaci skupinové výstavy „Si-Bilis-No“ v Kulturním centru Španělska v Santiagu. Během tohoto roku byl také ambasadorem značky LG a realizoval různé reklamní kampaně.
V roce 2017 uspořádal samostatnou výstavu Sublimación (Sublimace) na Fotografické akademii v Chile, kde vystavil více než 20 děl, především autoportrétů.
V roce 2018 získal zlatou medaili ve světové fotografické soutěži TRIERENBERG SUPER CIRCUIT a byl publikován v jeho knihách.
V tomto roce se také zúčastnil fotografické výstavy časopisu Imagenario v Arcos Professional Institute , kde byla oceněna práce 40 autorů, kteří se zúčastnili třetího výročí časopisu.
V roce 2019 se stal ambasadorem značky Sony jako Alpha Partner a realizoval reklamní kampaně pro Adobe Latin America. Byl také finalistou Světového fotografického poháru, reprezentoval chilský tým.